# Karpowie

Lokalizacja Karpów na mapie rzymskiej prowincji Dacji w II–III wieku

Karpowie, wolni Dakowie – plemię dackie, zamieszkałe na terenach ograniczonych od zachodu i wschodu rzekami Seret i Prut. W III wieku w sojuszu z Gotami plemię toczyło ze zmiennymi skutkami walki z Rzymem. Głównym celem ich najazdów była Dacja. Pod koniec III wieku koalicja gocko-karpowska rozpadła się, w wyniku czego Karpowie przenieśli się na obszary na południe od Dunaju. Z kart historii zniknęli na początku IV wieku.
W 238 roku połączone siły Karpów i Gotów przekroczyły Dunaj i wtargnęły do Mezji Dolnej, gdzie opanowały miasto Istropolis. Wydarzenie zbiegło się w czasie ze śmiercią cesarza Maksymina, więc dyplomaci rzymscy podjęli pertraktacje z Gotami, pomijając Karpów, i za cenę płacenia im trybutu, skłonili plemiona germańskie do wycofania się za Dunaj. Gdy Karpowie próbowali wynegocjować trybut również dla siebie, namiestnik Mezji Dolnej Menofilus grał na zwłokę, oczekując przybycia posiłków rzymskich. Po tym, jak nadeszły, odmówił płacenia trybutu Karpom.
Rzym nie wypełnił do końca swoich zobowiązań z 238 roku wobec Gotów, którzy w odwecie w połączeniu z Karpami oraz takimi plemionami jak Tajfalowie, Peukinowie i Hasdingowie, organizowali przez kilkanaście lat najazdy łupieżcze na Mezję i Dację. W latach 246 i 248 cesarz Filip I Arab dwukrotnie odniósł zwycięstwo nad Karpami. W 250 roku, gdy zjednoczone siły barbarzyńców pod wodzą Cniva wyruszyły na prowincje rzymskie Dację, Mezję i Trację – przy czym wojsko Karpów skierowało się na Dację – wódz rzymski Decjusz, zamiast wyruszyć przeciwko Gotom, podjął kroki mające osłabić gocko-karpowską koalicję. W tym celu uderzył na okupowaną przez Karpów Dację, usuwając ich z tego terytorium, następnie skierował armię rzymską przeciwko głównemu przeciwnikowi. W 257 roku Karpowie wsparli Gotów podczas kolejnej ekspansji na południowo-zachodnie wybrzeże Morza Czarnego i Bitynię. Do wyprawy dołączyli także Boranowie, Peukinowie i Urugundowie.
W 271 roku cesarz Aurelian wyprawił się przeciwko najeźdźcom. Pokonał Karpów, okupujących Ilirię i Trację, a następnie Gotów za linią Dunaju. Mimo zwycięstwa zrezygnował z administrowania Dacją i wycofał z niej rzymskie wojska, pozostawiając te tereny Zachodnim Gotom, którzy przez następne kilka dekad dążyli do umocnienia swoich wpływów nad Dunajem. Ich dawni sojusznicy Karpowie zmienili się w konkurentów. Ponieważ byli osłabieni po porażce w 271 roku, zrezygnowali z dalszej rywalizacji o te obszary. Po przepędzeniu przez Gotów w latach 295–303 małymi grupami wyruszyli na południe od Dunaju, staczając walki z oddziałami Galeriusza, który dzięki temu zyskał tytuł Carpicus Maximus. Już od czasów Probusa Rzymianie pokonanych Karpów rozpraszali jako osadników po Panonii, co doprowadziło do ich rozpłynięcia się wśród innych ludów. Ostatnich niezależnych Karpów rozgromili Konstantyn Wielki i Licyniusz.